# Bezik

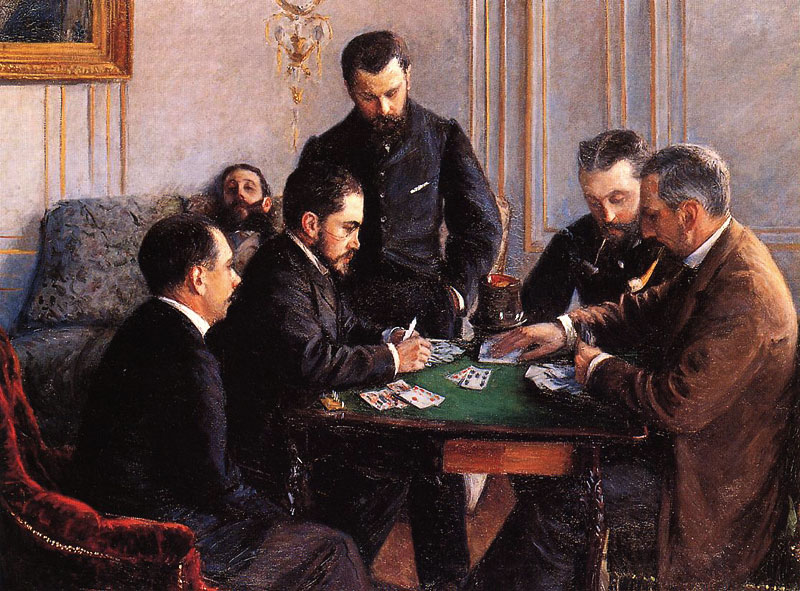
Gustave Caillebotte: Partia bezika (1881)

Bezik – gra karciana pomiędzy dwiema, trzema lub czterema osobami, za pomocą połączonych kilku talii 32-kartowych (pikietowych, skatowych). Gracze otrzymują po 8 kart (lub więcej w zależności od wariantu), reszta stanowi tzw. talon i służy do uzupełniania kart w ręku w trakcie rozgrywki.

## Zasady gry we dwóch
Podstawowa forma bezika jest rozgrywana przez dwóch graczy z użyciem dwóch talii 32 kart (talia skatowa, pikietowa, "od siódemek") wymieszanych ze sobą. Starszeństwo kart jest identyczne do starszeństwa skatowego: najstarszy jest as, po nim następuje dziesiątka, król, dama, walet, dziewiątka, ósemka, a na samym końcu siódemka. Wygrywa gracz, który pierwszy osiągnie tysiąc punktów.

### Rozdanie
O tym, kto pierwszy rozdaje decyduje się losem - przekładając talię, gracze biorą kartę; ten, który dobierze starszą, rozdaje jako pierwszy. Obaj gracze dostają osiem kart, po trzy, po dwie i znowu po trzy, po czym odkrywa się jeszcze jedną kartę i wtyka pod pozostałe karty, zwane talonem - kolor tej karty staje się kolorem atutowym do końca rozdania. Jeśli odkrytą kartą jest siódemka, rozdający dostaje dziesięć punktów.

### Rozgrywka

#### Faza Pierwsza
Faza pierwsza trwa do chwili wyczerpania talonu. Pierwszy wychodzi do lewy gracz nie będący rozdającym.
Gracz mający pierwszeństwo wychodzi do lewy dowolną kartą. Nie ma obowiązku grania do koloru ani przebijania. Lewę zgarnia gracz, który zagrał starszą kartę bądź atut. Gracz, który zagrał siódemkę atutową, dostaje dziesięć punktów. Zdobyte wziątki są trzymane w pobliżu gracza, który je zgarnął, koszulkami do góry. Pierwszeństwo ma gracz, który zgarnął poprzednią wziątkę
Gracz, który wygrał lewę ma możliwość zameldowania jednej punktowanej kombinacji na raz. Lista układów znajduje się w tabeli poniżej. Zameldowane karty wykłada się na stół, lecz nadal można z nich grać. Wcześniej zameldowane karty można wykorzystywać do nowych meldunków, pod warunkiem, że nowy meldunek jest inny od tego, który wcześniej tworzyły.
| Nazwa          | Karty            | Punktacja |
| -------------- | ---------------- | --------- |
| Mariasz        | K i Q w kolorze  | 20        |
| Mariasz        | K i Q atu        | 40        |
| Bezik          | ♠Q ♦J            | 40        |
| Podwójny Bezik | ♠Q ♦J ♠Q ♦J      | 500       |
| Sekwens        | A 10 K Q J atu   | 250       |
| Cztery Asy     | dowolne cztery A | 100       |
| Cztery Króle   | dowolne cztery K | 80        |
| Cztery Damy    | dowolne cztery Q | 60        |
| Cztery Walety  | dowolne cztery J | 40        |
| 7 atu          | 7 atu            | 10        |

Meldując 7 atu, zamiast wyłożyć ją na stół, wymienia się ją z kartą wetkniętą pod talon. Można to zrobić tylko w przypadku gdy karta pod talonem nie jest także siódemką.
Meldując mariasza atutowego, można go potem wykorzystać do zameldowania sekwensu, ale nie na odwrót. Tak samo wcześniej złożony bezik może być uzyty do złożenia podwójnego bezika, ale podwójny bezik nie może zostać rozbity na dwa pojedyncze. Możliwe jest zameldowanie dwóch pojedynczych bezików, i przy najbliższej okazji zameldować nimi bezika podwójnego, w sumie zyskując 580 punktów.
Następnie, zaczynając od gracza z pierwszeństwem, obaj gracze dobierają po jednej karcie z talonu, żeby obaj mieli po 8 kart (wliczając w to zameldowane karty na stole).

#### Faza Druga
W chwili wyczerpania talonu zaczyna się druga faza gry. Wszelkie zameldowane karty wracają do rąk graczy. Przy zbieraniu wziątek jest obowiązek gry do koloru, przebijania, a także rzucania atutu - gracze muszą starać się zdobyć wziątki. Nie można już meldować układów, a zagranie 7 atu nie daje dziesięciu punktów. Gracz, który wygra ostatnią lewę, dostaje 10 punktów.
Po zagraniu wszystkich kart, obaj gracze przeglądają zebrane karty i podliczają sobie 10 punktów za każdego zdobytego asa i dziesiątkę.

### Następne rozdanie
Jeśli żaden z graczy nie dotarł jeszcze do 1000 punktów, rozgrywa się kolejne rozdanie. Rola rozdającego przechodzi na drugiego gracza z każdym rozdaniem.
Jeśli któryś z graczy zdobędzie lub przekroczy 1000 punktów przed końcem rozdania, automatycznie kończy w ten sposób grę.

### Zasady alternatywne i opcjonalne

#### Atut
Niektórzy gracze zamiast odkrywać i wyświęcać kartę pod koniec rozdania, czekają do pierwszego zameldowanego sekwensu lub mariasza. Kolor meldunku wówczas dyktuje atut do końca rozdania.

#### Bezik
Gdy atutem są piki lub kara, niektórzy zmieniają beziki na ♣Q♥J i ♣Q♥J♣Q♥J odpowiednio.

#### 7 Atu
Niektórzy grają w taki sposób, że tylko pierwsza zagrana siódemka atutowa przyznaje jej graczowi 10 punktów, a druga, niezależnie od gracza, jest bezwartościowa.

#### Ostatnia Wziątka
Niektórzy przyznają 10 za ostatnią wziątkę nie fazy drugiej, lecz fazy pierwszej.

## Bezik polski
Wariantem bezika na dwie talie jest fildinski (Fildinsky), zwany także bezikiem polskim. Od zwykłego bezika różni się sposobem meldowania układów: zgarnąwszy wziątkę, gracz kładzie zgarnięte karty przed sobą, nie zakrywając ich i te wykorzystuje do składania meldunków. Nieatutowe siódemki i dziesiątki, a także wszystkie dziewiątki i ósemki są odrzucane na zakryty wspólny stos; dziesiątki odrzucone na ów stos nadal przynoszą 10 punktów graczowi, który zgarnął wziątkę je zawierającą. Po zgarnięciu lewy, gracz może wykorzystać karty, które właśnie zgarnął, oraz odkryte karty, które zgarnął wcześniej, aby zameldować jeden lub dwa układy na raz (układy takie same jak w zwyczajnym beziku). Meldunek musi zawierać co najmniej jedną świeżo zgarniętą kartę. Żadna karta nie może być użyta do kilku meldunków jednocześnie. Można uzywać kart wcześniej zameldowanych by składać kolejne meldunki, pod takimi samymi warunkami jak w zwykłym beziku. Obie karty zgarnięte we wziątce mogą zostać użyte do jednego meldunku (np. w lewie zeszły się król i dama atu, więc można od razu zameldować mariasz atutowy). Punkty za siódemkę atutową przyznaje się w momencie zgarnięcia jej we wziątce; zgarniętą 7 atu można wymienić na odkrytą kartę spod talonu, pod warunkiem, że karta pod talonem sama nie jest siódemką atutową. Układy można dalej meldować po wyczerpaniu talonu. Jeśli wyczerpując talon gracz dobrał odkrytą siódemkę atu, nie może on jej zameldować po zgarnięciu jej we wziątce.
Gra się do 2000 punktów. Zasady alternatywne i opcjonalne jak w zwykłym beziku.